# Lactate d'argent monohydraté
Le lactate d'argent monohydraté est le sel d'argent(I)  de l'acide lactique, sous forme hydratée. Ce composé est un agent anti-infectieux et astringent.